# Crambe scaberrima
Crambe scaberrima är en korsblommig växtart som beskrevs av Philip Barker Webb och David Bramwell. Crambe scaberrima ingår i släktet krambar, och familjen korsblommiga växter. IUCN kategoriserar arten globalt som sårbar. Inga underarter finns listade i Catalogue of Life.